# Chodów (województwo małopolskie)
Chodów – wieś w Polsce położona w województwie małopolskim, w powiecie miechowskim, w gminie Charsznica.
Wieś położona w końcu XVI wieku w powiecie ksiąskim województwa krakowskiego była własnością klasztoru bożogrobców w Miechowie. Do 1954 roku istniała gmina Chodów. W latach 1975–1998 miejscowość administracyjnie należała do województwa kieleckiego. Integralne części miejscowości: Chodowiec, Chodów-Przystanek.
Najstarsze wzmianki o Chodowie znaleźć można w dokumentach z pocz. XIII w., gdzie był wymieniany jako placówka filialna parafii miechowskiej, podległa klasztorowi bożogrobców. W 1336 r. właściciel wsi, chorąży sandomierski Zawisza uzyskał od króla Kazimierza Wielkiego przywilej do urządzenia jej na prawie średzkim. Przywilej powtórzony został w roku 1363 i rozszerzony o osadę Wola Chodowska (obecny Chodowiec) – prawdopodobnie wtedy zakładaną – ówczesnemu właścicielowi, kasztelanowi sądeckiemu, Krzesławowi. Brat Krzesława, biskup krakowski Zawisza z Kurozwęk wybudował w Chodowie nowy drewniany kościół parafialny i uposażył go w 1381 r. dziesięcinami z Poręby Dzierżnej i folwarku w Chodowie.
W 1404 r. Chodów wraz z Wolą Chodowską oraz sołectwem w Podmiejskiej Woli i prawem patronatu kościoła parafialnego kupili od ówczesnych właścicieli, Jana i jego brata, kasztelana wojnickiego Mikołaja miechowscy bożogrobcy (za 1400 grzywien srebra). Wśród miejscowych dóbr wymieniane były wtedy: 10 łanów kmiecych, cztery zagrody, karczma mająca grunty i folwark.
Po pożarze pierwotnego kościoła, nowy, również drewniany wybudowany został dzięki staraniom plebana, Stanisława z Wyszogrodu i poświęcony w 1619 roku. Gdy i ten spłonął, nową budowlę z drewna wzniósł pleban Baltazar Wróblewski. W notatkach z wizytacji w 1752 roku napisano, że kościół jest bardzo ubogi, kryty gontem i ma liche urządzenie i wyposażenie. W czasach zaboru rosyjskiego tutejsza parafia została na 80 lat zlikwidowana. W roku 1823 kościół przyłączono jako filialny do parafii w Uniejowie, a w 1904 r. parafię erygował ponownie biskup kielecki Tomasz Kuliński po interwencji Mikołaja Raja i innych mieszkańców wsi u cara Mikołaja II. Po pożarze w 1931 r., nową świątynię, już murowaną rozpoczęto budować w roku 1932 a ukończono w 1938.